# Tabita Landová
Tabita Landová (* 11. dubna 1978 Nymburk) je evangelická teoložka a farářka Českobratrské církve evangelické. Působí na Evangelické teologické fakultě Univerzity Karlovy, kde vede Katedru praktické teologie. Vyučuje a publikuje zejména v oboru liturgiky a homiletiky.

## Život
Tabita Landová se narodila 11. dubna 1978 v Nymburku. Po maturitě na Akademickém gymnáziu v Praze v roce 1996 vystudovala v letech 1996–2001 evangelickou teologii na Evangelické teologické fakultě Univerzity Karlovy v Praze. Absolvovala doktorské studium tamtéž (2002–2005) a dvě roční stáže v Heidelbergu (2000–2001 a 2003–2004). Po vikariátu ve sboru Českobratrské církve evangelické v Nymburce (2005–06) byla farářkou v Liberci (2006–2010). V letech 2009–2017 působila na Evangelické teologické fakultě Univerzity Karlovy jako vědecká pracovnice Katedry praktické teologie a věnovala se zde řešení výzkumných projektů z oblasti české reformace (GAAV, UNCE, GAČR). Práci kombinovala s péčí o tři syny na mateřské a rodičovské dovolené (2010–2015).
Od roku 2016 působí na fakultě na plný úvazek, od roku 2018 jako odborná asistentka a od roku 2019 jako docentka a vedoucí Katedry praktické teologie. Je garantka studijního programu „Komunitní krizová a pastorační práce – diakonika“ na ETF UK (od r. 2019). Aktivně se podílí na práci odborných komisí ČCE (Poradní odbor teologický, Poradní odbor liturgický) a jako zástupkyně šéfredaktora na redakční práci časopisu Teologická refexe. Je členkou „Societas liturgica: an international Society for Liturgical Studies and Renewal.“ 

## Dílo
Landová byla ovlivněna studiem u prof. Pavla Filipiho a setkáním s dílem prof. Josefa Smolíka. Formativní pro ni bylo rovněž zahraniční studium na univerzitě v Heidelbergu. Zájem o fundamentální homiletické otázky – proč se káže, co je úlohou kázání – určil téma její disertační práce „Kázání a profétie: Teologie kázání K. Bartha a J. L. Hromádky“ (2005). Posléze se její odborný zájem přenesl také na oblast praktické homiletiky, liturgiky a ekleziologie. Inspiraci nachází jak v německém prakticko-teologickém diskursu, tak také v severoamerické liturgické a biblické teologii.
Debata o liturgické obnově v Českobratrské církvi evangelické a zkreslené představy o podobě bohoslužby staré Jednoty bratrské v 16. století, na něž poukazoval již prof. Gustav Adolf Skalský, ji motivovaly k historickému zkoumání liturgické tradice českých bratří. V monografii „Liturgie Jednoty bratrské (1457–1620)“ z roku 2014, kterou 8. prosince 2018 obhájila jako habilitační spis, vykreslila Jednotu jako církev, která svou teologickou reflexí bohoslužebného dění, otevřeností pro vstřebávání nových vlivů a pravidelnou revizí liturgických knih může inspirovat i dnešní evangelíky.
Na starší práce prof. Bednáře a prof. Smolíka navázala řadou dílčích studií o prakticko-teologickém díle Jana Augusty. Na základě Augustovy nedávno identifikované postily, tzv. Summovníku, se pokusila zrekonstruovat jeho originální kazatelský program. V knížce „Reformní kazatelství a homiletika Jana Augusty“ zkoumá provázanost Augustova konceptu kázání podle Apostolika s jeho úsilím o obnovení církve ve všech oblastech jejího života, včetně vztahů mezikonfesijních (Karolinum, v tisku).
Vedle prací historických se zabývá otázkami současné prakticko-teologické teorie a otevřeně sympatizuje s paradigmatem komunikačně teoretickým. Prakticko-teologická témata se pokouší reflektovat na pozadí teorií společnosti, jako je sekularizační teze a paradigma náboženského pluralismu. V liturgice se věnuje teologickým aspektům bohoslužby v dialogu s dalšími neteologickými vědami, především s naukou o znacích a rituálními studiemi. Ve své habilitační přednášce „Liturgia semper reformanda“ na pozadí příprav nové agendy ČCE reflektovala otázku liturgické obnovy, jejích klíčových principů a zdůraznila potřebu zabývat se teologií bohoslužby.